# Путешествие в Арзрум
«Путешествие в Арзрум» (полное название — «Путешествие в Арзрум во время похода 1829 года») — произведение Александра Пушкина в жанре путевого очерка, написанное в 1829—1835 годах и опубликованное в 1836 году.

## Создание
В 1829 году, когда Россия вела войну с Турцией, Пушкин совершил поездку на Кавказ. Некоторое время он находился на театре боевых действий, участвовал в ряде стычек и во вступлении в Эрзурум. На обратном пути Пушкин останавливался в Тифлисе и на Кавказских водах. Из поездки он вернулся с набором путевых заметок, на основе некоторых из них составил позже очерк «Военная Грузинская Дорога» (опубликован в 1830 году в «Литературной газете»).
В 1835 году Пушкин вернулся к кавказскому материалу, и причины этого объяснил в специально написанном предисловии. В мемуарах французского дипломата Викто́ра Фонтанье́ «Поездки на Восток, предпринятые по поручению французского правительства», он нашёл упоминание в связи с русско-турецкой войной «одного поэта, замечательного своим воображением», который «в стольких славных деяниях, свидетелем которых он был, нашёл сюжет не для поэмы, но для сатиры» (часть V — фр. <…> un poète distingué par son imagination a trouvé dans tant de hauts faits dont il a été témoin, non le sujet d'un poème, mais celui d'une satire). Имя не было названо, но Пушкин решил, что речь о нём, и поэтому он собрал всё написанное им о поездке 1829 года, включая «Военную Грузинскую Дорогу», и опубликовал под названием «Путешествие в Арзрум». Это произведение увидело свет в первом номере журнала «Современник» за 1836 год.

## Содержание и оценки
В «Путешествии в Арзрум» Пушкин рассказывает о боевых действиях, о своих встречах с Паскевичем и Ермоловым, о том, как увидел арбу с телом убитого толпой Грибоедова. «В очерке Пушкина — и здесь он очень близок Грибоедову — перед нами не восторженный и чувствительный путешественник, а мыслитель, свободно переключающий своё внимание с одних предметов на другие». Иногда исследователи задаются вопросом о том, насколько по замыслу Пушкина совпадают автор произведения и главный герой.
«Путешествие…» стало итогом освоения Пушкиным восточной темы. Оно сыграло важную роль в формировании образа Востока в классической русской литературе XIX века.